# Johann Parricida

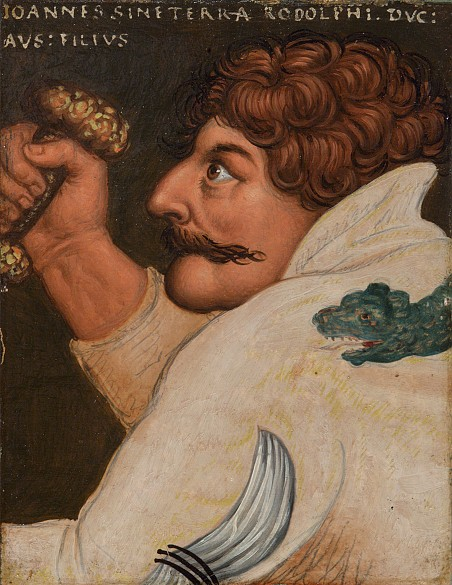
Miniatur um 1579/87 von Antoni Boys gen. Anton Waiss, Kunsthistorisches Museum Wien

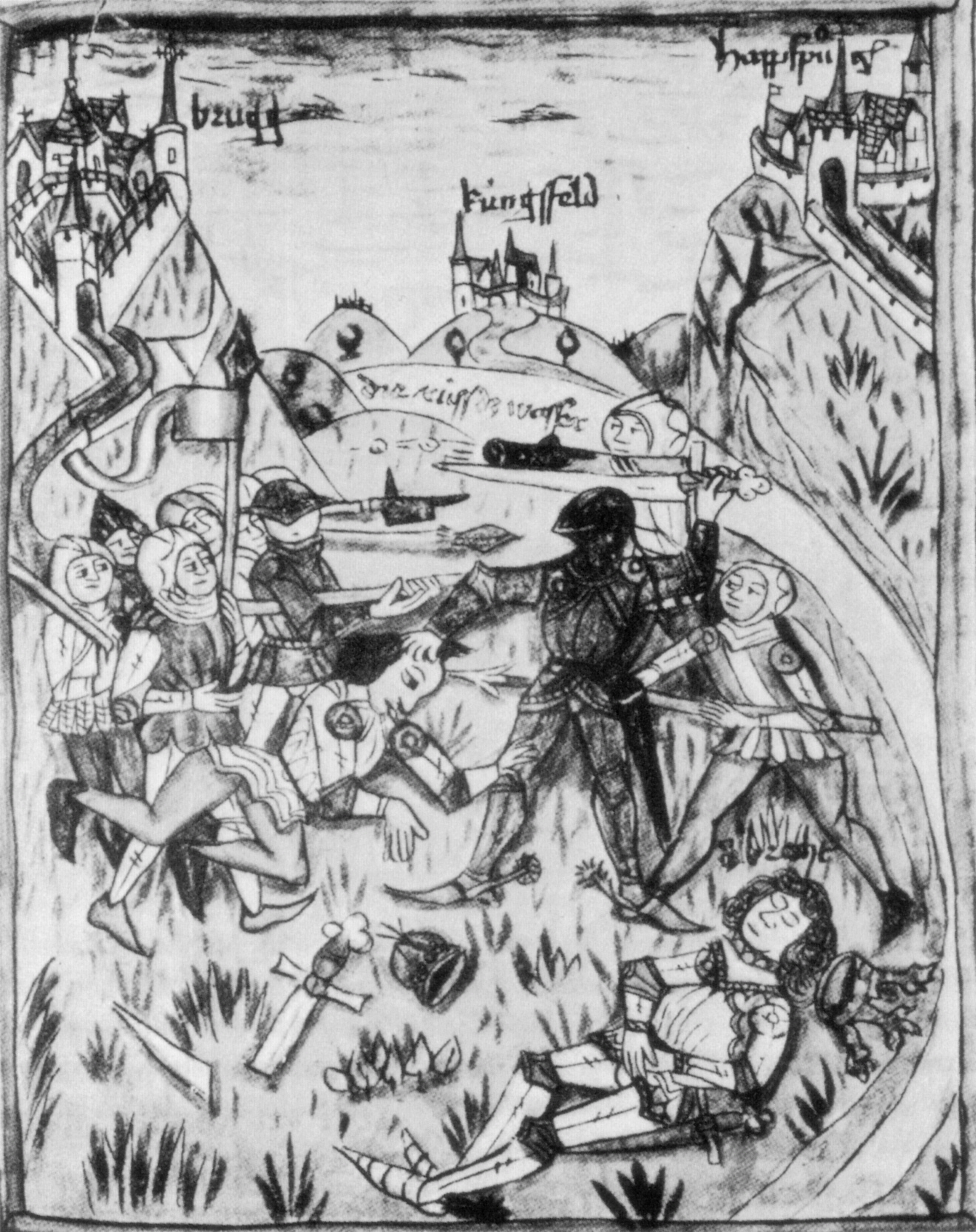
Ermordung von König Albrecht I. (Österreichische Chronik von den 95 Herrschaften, Ende 14. Jahrhundert)

Johann von Schwaben, Herzog von Österreich und Steyer, genannt Parricida, lat. für Vater- oder Verwandtenmörder, (* 1290; † möglicherweise 13. Dezember 1313 in Pisa) war Neffe und Mörder des römisch-deutschen Königs Albrecht I.

## Leben
Johann war der Sohn des Herzogs Rudolf von Schwaben und der böhmischen Königstochter Agnes.
Er wurde kurz vor oder nach dem Tode seines Vaters geboren und lebte seit 1291 wahrscheinlich zusammen mit seiner Mutter in der habsburgischen Schweiz, vorzugsweise in Brugg an der Aare. Dort ist er in einer Schenkungsurkunde vom 1. April 1294 als Herzog bezeugt.
Nach dem Tode seiner Mutter am 17. Mai 1296 drängte Johann seit 1306 seinen Onkel König Albrecht I. immer wieder auf Herausgabe seines väterlichen Erbes – vor allem der Entschädigung, die er nach den Bestimmungen der Rheinfeldener Hausordnung von 1283 für seinen Verzicht auf die Mitherrschaft beanspruchen konnte, aber niemals erhalten hatte – und des Wittums seiner Mutter, die kyburgischen Güter um Lenzburg und Baden, die Albrecht als sein Vormund verwaltete. 
Da Albrecht ihn aber immer wieder vertröstete und Johann, der deswegen auch als hertzog anlant – Herzog ohne Land – verspottet wurde, die Auslieferung seines Erbes verweigerte, verschwor sich dieser mit den oberschwäbischen Rittern Rudolf von Wart, Rudolf von Balm, Walter von Eschenbach  mit Sitz auf Schloss Oberhofen und Konrad von Tegerfelden gegen den König und ermordete seinen Onkel am 1. Mai 1308 bei Windisch an der Reuss, heute in der Schweiz. 
Albrecht war auf dem Heimritt zu seiner Frau, als die Attentäter ihm auflauerten. Sein Neffe Johann ritt auf ihn zu und spaltete ihm den Schädel. Noch am Vorabend war Johann bei einem von Albrecht gegebenen Gastmahl in Winterthur anwesend gewesen. Zu später Stunde ließ Albrecht dort jedem seiner Gäste einen Blumenkranz überreichen, den Johann seinem Onkel ins Gesicht warf, wobei er ausrief, er sei zu alt, um weiterhin mit Blumen abgespeist zu werden, und er wolle das, was ihm zustehe. Das Fest wurde daraufhin vorzeitig beendet.
Johann und seine Mitverschwörer flohen. Im folgenden Jahr, im September 1309, wurden die Königsmörder von dem neuen König Heinrich von Luxemburg in Speyer geächtet und ihr Vermögen konfisziert. 
Im Gewand eines Augustinermönches bat Johann 1312 Heinrich um Gnade. In Pisa warf er sich ihm zu Füßen. Die Acht hob Heinrich daraufhin auf. Johann wurde in das Benediktinerkloster San Nicola in Pisa eingewiesen. Er starb 1313 und erhielt ein würdiges Begräbnis.

## Literarische Verarbeitung
Friedrich Schiller übernahm das Geschehnis in sein Drama Wilhelm Tell. In der ersten Szene des fünften Aufzuges heißt es dort:
StauffacherEs ist gewiss. Bei Bruck fiel König Albrecht
Durch Mördershand – ein glaubenwerter Mann,
Johannes Müller bracht' es von Schaffhausen.
Walther FürstWer wagte solche grauenvolle Tat?
StauffacherSie wird noch grauenvoller durch den Täter.
Es war sein Neffe, seines Bruders Kind,
Herzog Johann von Schwaben, der’s vollbrachte.
In der darauf folgenden zweiten Szene des fünften Aufzuges erscheint Parricida in Tells Haus und bittet ihn um Hilfe. Wie auch er habe er sich an seinem Feind (in Tells Fall der Landvogt Gessler) gerächt. Tell weist diese Argumentation zurück – in seinen Augen ist Parricida ein Mörder, während er selbst seine Familie verteidigt habe. Er hilft ihm aber doch, indem er ihm den Weg nach Italien weist und ihm rät, beim Papst um Absolution zu bitten.
Annette von Droste-Hülshoff greift das Schicksal Johanns in ihrer Ballade Der Graf von Thal auf. Dieser plant einen Rachemord am Oheim seiner Gemahlin. Die ihrem Gatten in unverbrüchlicher Treue verbundene Frau erfährt davon. Als flehentliche Bitte und Warnung trägt sie ihrem Gemahl ein Lied vor, welches sie von einem Minstrel gehört habe und das man im oberen Reich singe. Dieses Lied umfasst innerhalb der Ballade drei Strophen mit anderem Reim und Versmaß. Die letzte dieser Strophen lautet:
O weh! das hast du nicht gedacht,

Johann! Johann!

Als du die Rache wahr gemacht

Am alten Mann.

Und wehe! nimmer wird der Fluch

Mit dir begraben,

Dir, der den Ohm und Herrn erschlug,

Johann von Schwaben!
Johann Nepomuk Vogl schrieb über das vermutete Lebensende des Parricida im Kloster von Pisa die Ballade Der Mönch zu Pisa
Zu Pisa in dem Klostergarten geht

ein finstrer Mönch, wo Blum’ an Blume steht.

Sein Antlitz ist gebleicht von langem Gram,

man weiß nicht, wer er war, woher er kam.
In den weiteren Strophen beschreibt die Ballade die Reue und Verzweiflung des unbekannten Mönchs. Die Schlussstrophe lautet:
Doch als der Lenz nun wieder kommt ins Land,

der Mönch nicht wieder bei den Blumen stand.

Nicht lauschet er der Sänger in den Höh’n,

doch war dafür ein neues Grab zu seh’n;

ein schlichter Stein in grauer Klosterwand,

auf dem JOHANNES PARRICIDA stand.
Carl Loewe vertonte diese Ballade als sein op. 114.

## Historische Romane
- C. F. Mandien: Die Kaisermörder. Historisch-romantisches Gemälde aus dem Anfange des 14. Jahrhunderts. – Quedlinburg: Basse, 1826
- Heinrich August Müller: Johann von Schwaben, oder die Ermordung des Kaisers Albrecht. Historisch-romantisches Gemälde aus dem dreizehnten und vierzehnten Jahrhundert. – Quedlinburg und Leipzig: Basse, 1829
- Thomas Bornhauser: Herzog Johann oder Königsmord und Blutrache. – St. Gallen: Kälin, 1844

## Historische Dramen
- August Gottlieb Meißner: Johann von Schwaben. Ein Schauspiel. – Leipzig 1780
- Wilhelm Ferdinand Zernecke: Johann von Schwaben. Trauerspiel in fünf Akten. – Berlin 1830
- Rudolf Neumeister: Johann von Schwaben. Trauerspiel in 5 Akten. – Leipzig 1841
- Moritz Blanckarts: Johann von Schwaben. Historisches Schauspiel in 5 Aufzügen.  – Dresden: Meinhold, 1863
- Julius Grosse: Johann von Schwaben. Trauerspiel in fünf Aufzügen. – Leipzig: Weber 1870